# 伊東祐相
伊東 祐相（いとう すけとも）は、江戸時代後期の大名。日向国飫肥藩の第13代藩主。江戸幕府奏者番。藩知事。

## 経歴
第11代藩主・伊東祐民の長男として江戸に生まれる。父・祐民は文化9年6月29日、祐相の誕生に先立って死去しており、祐民の弟で祐相の叔父・祐丕が家督を継いでいた。文化11年（1814年）、祐丕が嗣子無くして死去したため、3歳で家督を継いだ。
藩政においては殖産興業政策、軍制改革、海防のための砲台建設、養蚕業の奨励や運輸業の改革、飫肥藩教学の確立などに努め、多くの成功を収めた。後にこの教学により郷校・明教堂が建設され、阿万豊蔵、落合双石など多くの人材を輩出している。明治期に入ると薩摩藩に従って新政府側に与し、戊辰戦争では二条城と甲府城の守備を務めた。
明治2年（1869年）の版籍奉還により藩知事となったが、同年7月23日に長男・祐帰に家督を譲って隠居した。明治7年（1874年）10月21日、63歳で死去した。墓所は谷中霊園甲8-21と日南市旧報恩寺。

## 系譜
父母
- 伊東祐民（実父）
- 為 ー 浅野重晟の娘（実母）
- 伊東祐丕（養父）

正室、継室
- 甫 ー 水野忠邦の娘（正室）
- 三浦義次の養方叔母（継室）

子女
- 伊東祐帰（長男）
- 徽美 ー 間部詮実正室
- 栄子 ー 亀井茲明正室
- 雅子 ー 本堂親久正室
- 宏子 ー 真田幸民継室
- 養子 ー 亀井茲明後妻
- 久 ー 前田利鬯正室

## 主要家臣

### 天保14年の武鑑や飫肥藩分限帳に見える家臣
『大武鑑』掲載の天保14年（1843年）刊行の江戸武鑑に掲載される主要家臣。なお、参考文献では原本の一部しか記載していないので、記載分のみ。また、括弧内の石高などは天保13年（1842年）の『飫肥藩分限帳』で補足。
家老
- 河崎権助
- 川崎一学
- 川崎宮内
- 伊東中務（高300石、飫肥城下の馬廻）
- 河崎縫殿助

中老
- 松岡勝四郎

以下は「飫肥藩分限帳」に記載の主な藩士
- 高65石　長倉喜太郎（飫肥城下の馬廻）
- 高65石　安井仲平（飫肥城下の馬廻）
- 高100石　御加増　阿萬豊蔵（清武の馬廻）

## 関連作品
松竹によって2007年2月、劇化された。演出はラサール石井。
- タイトル：「殿のちょんまげを切る女」
- 演出：ラサール石井
- 劇場：新橋演舞場
- 伊東祐相役：中村勘三郎

他の出演：
- 伊東祐相の妻　藤山直美
- 小村寿太郎役　中村七之助
- 波乃久里子（新派）
- 大村崑
- 小村寿太郎の恋人　岡本綾
- 渡辺哲

上演当時の惹句
「黒船が来航する幕末、宮崎の小藩に実在した藩主・伊東祐相を中心に繰り広げる人情喜劇!殿のちょんまげの運命は果たして如何に!?どっと笑って、ほろりと泣いて、新橋演舞場でひと足早い「笑春」をお楽しみ下さい。」
あえて、史実と大幅に異なるストーリーとしている。伊東祐相は明治維新に伴い、武士を辞めて市井の人となっていた。しかし、県の圧政に苦しむ人民を救うため立ち上がり、県民の圧倒的支持を得て自らが知事になる…　というものである。